# Real SC
El Real Sport Clube es un equipo de fútbol de Queluz, Portugal, que milita en la Primera División de Lisboa, la quinta división de fútbol en el país.
También cuentan con una sección de fútbol femenil.

## Historia
Fue fundado en el año 1951 en la ciudad de Queluz y nunca han jugado en la Primeira Liga. En la temporada 2017/18 jugarán por primera vez en la Liga de Honra por primera vez en su historia.
El Real Sport Clube es un club reciente. En 1995 se fusionaron el Grupo Desportivo de Queluz y el Clube Desportivo e Recreativo de Massamá, en aquel entonces rivales. La fecha de fundación adoptada es la del Grupo Desportivo de Queluz, el 25 de diciembre de 1951.
El club representa toda las "freguesias" (distritos) de la ciudad de Queluz (Monte Abraão, Massamá y Queluz) y en su escudo aparecen los colores fusionados de los extintos GD Queluz y CDR Massamá al igual que las iniciales, un balón de fútbol (modalidad principal) y abajo a la derecha el escudo de la ciudad de Queluz.

## Palmarés
- Campeonato Nacional de Seniores: 1

2016/17
- Primera División de Lisboa: 3

1998/99, 2001/02 y 2014/15

## Jugadores

### Jugadores destacados
| - Mayuka Kiala - Laura - Nani - Miguel Cardoso | - Nuna Lopes - Diogo Salomão - Edimar Correia |